# Geelborststruikgors
De geelborststruikgors (Atlapetes latinuchus) is een zangvogel uit de familie Passerellidae (Amerikaanse gorzen).

## Verspreiding en leefgebied
Deze soort telt 9 ondersoorten :
- A. l. nigrifrons: uiterst noordelijk Colombia en noordwestelijk Venezuela.
- A. l. elaeoprorus: Antioquia (het noordelijke deel van Centraal-Colombia).
- A. l. simplex: Bogotá (centraal Colombia).
- A. l. yariguierum: Santander (het noordelijke deel van Centraal-Colombia).
- A. l. caucae: van het zuidelijke deel van Centraal-tot zuidwestelijk Colombia.
- A. l. spodionotus: zuidelijk Colombia en noordelijk Ecuador.
- A. l. comptus: zuidwestelijk Ecuador en Piura (uiterst noordwestelijk Peru).
- A. l. latinuchus: zuidoostelijk Ecuador en noordelijk Peru.
- A. l. chugurensis: westelijk Cajamarca (noordwestelijk Peru).
- A. l. baroni: zuidelijk Cajamarca en La Libertad (noordwestelijk Peru).

De ondersoort  A. l. nigrifrons van uiterst noordelijk Colombia en noordwestelijk Venezuela heeft op grond van DNA-onderzoek de status van aparte soort:
- Zwartvoorhoofdstruikgors (Atlapetes nigrifrons)